# Jurignac
Jurignac és un municipi francès situat al departament del Charente i a la regió de la Nova Aquitània. L'any 2007 tenia 523 habitants.

## Demografia

### Població
El 2007 la població de fet de Jurignac era de 523 persones. Hi havia 194 famílies de les quals 48 eren unipersonals (40 homes vivint sols i 8 dones vivint soles), 65 parelles sense fills, 65 parelles amb fills i 16 famílies monoparentals amb fills.
La població ha evolucionat segons el següent gràfic:
Habitants censats

### Habitatges
El 2007 hi havia 234 habitatges, 214 eren l'habitatge principal de la família, 7 eren segones residències i 13 estaven desocupats. 229 eren cases i 4 eren apartaments. Dels 214 habitatges principals, 147 estaven ocupats pels seus propietaris, 61 estaven llogats i ocupats pels llogaters i 6 estaven cedits a títol gratuït; 2 tenien una cambra, 10 en tenien dues, 21 en tenien tres, 62 en tenien quatre i 119 en tenien cinc o més. 188 habitatges disposaven pel capbaix d'una plaça de pàrquing. A 83 habitatges hi havia un automòbil i a 110 n'hi havia dos o més.

### Piràmide de població
La piràmide de població per edats i sexe el 2009 era:
| Homes | Edats   | Dones |
| ----- | ------- | ----- |
| 0     | 95 o +  | 0     |
| 0     | 90 a 94 | 4     |
| 8     | 85 a 89 | 4     |
| 4     | 80 a 84 | 0     |
| 4     | 75 a 79 | 28    |
| 16    | 70 a 74 | 12    |
| 4     | 65 a 69 | 20    |
| 16    | 60 a 64 | 8     |
| 20    | 55 a 59 | 8     |
| 32    | 50 a 54 | 12    |
| 8     | 45 a 49 | 28    |
| 16    | 40 a 44 | 12    |
| 24    | 35 a 39 | 12    |
| 20    | 30 a 34 | 32    |
| 20    | 25 a 29 | 12    |
| 4     | 20 a 24 | 8     |
| 12    | 15 a 19 | 16    |
| 4     | 10 a 14 | 24    |
| 16    | 5 a 9   | 16    |
| 20    | 0 a 4   | 12    |

## Economia
El 2007 la població en edat de treballar era de 332 persones, 261 eren actives i 71 eren inactives. De les 261 persones actives 234 estaven ocupades (134 homes i 100 dones) i 27 estaven aturades (11 homes i 16 dones). De les 71 persones inactives 24 estaven jubilades, 17 estaven estudiant i 30 estaven classificades com a «altres inactius».

### Ingressos
El 2009 a Jurignac hi havia 206 unitats fiscals que integraven 510 persones, la mediana anual d'ingressos fiscals per persona era de 16.553,5 €.

### Activitats econòmiques
Dels 24 establiments que hi havia el 2007, 2 eren d'empreses alimentàries, 3 d'empreses de fabricació d'altres productes industrials, 7 d'empreses de construcció, 4 d'empreses de comerç i reparació d'automòbils, 2 d'empreses de transport, 1 d'una empresa d'hostatgeria i restauració, 1 d'una empresa immobiliària, 3 d'empreses de serveis i 1 d'una empresa classificada com a «altres activitats de serveis».
Dels 6 establiments de servei als particulars que hi havia el 2009, 2 eren fusteries, 1 lampisteria, 1 electricista i 2 empreses de construcció.
L'any 2000 a Jurignac hi havia 27 explotacions agrícoles que ocupaven un total de 1.311 hectàrees.

## Equipaments sanitaris i escolars
El 2009 hi havia una escola elemental integrada dins d'un grup escolar amb les comunes properes formant una escola dispersa.

## Poblacions més properes

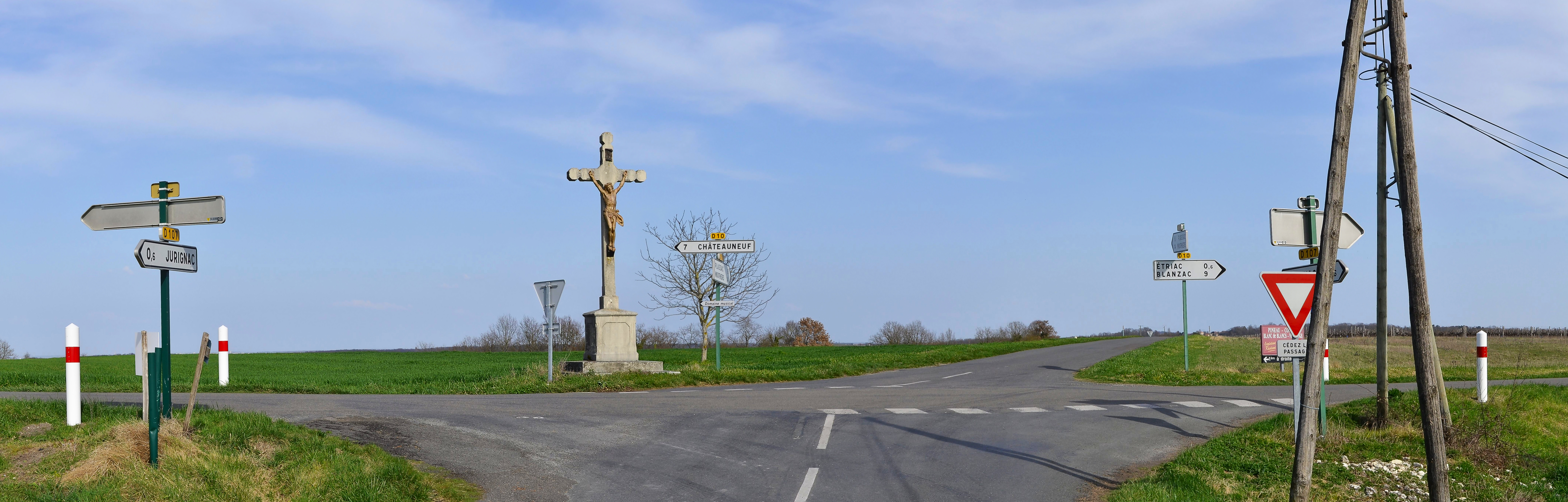

El següent diagrama mostra les poblacions més properes.